# Дораемон
«Дораемон» (яп. ドラえもん) — кодомо-манґа, створена манґаками Фуджіко Фуджіо. Згодом — аніме-серіал.

## Сюжет
Сюжет оповідає про кота-робота на ім'я Дораемон, що перемістився в часі з XXII століття, щоб допомогти ледачому школяру Нобіті Нобі прожити менш нещасне життя і поліпшити майбутнє його нащадків. Під усіма цими дораемоновськими гаджетами з майбутнього, життя Нобіти вже точно ніколи не буде таким, яким було досі.

## Персонажі
- Нобіта Нобі — п'ятикласник, єдина дитина його батьків і головний герой.
- Дораемон — головний герой серіалу. Він — котячий робот, створений для Нобічі з майбутнього. Народився 3 вересня 2112 року.
- Шідзука Мінамото — розумна, добра і симпатична дівчина.
- Такеші Року — на прізвисько «Джан», сильний і швидкобурхливий місцевий хуліган.
- Суні Хонекава — багата дитина лисиці (успадкована від матері), яка любить виставляти свої матеріальні блага перед усіма, особливо Нобічі.
- Хідетоші Декісугі — однокласник і доброзичливий суперник Нобічі, оскільки він є добрим другом Шідзуки.
- Тамако Нобі — це мати, яка залишається вдома з Нобічі.
- Нобісуке Нобі — батько Нобічі та звільнений заробітчанин.

## Фільми
- Doraemon — Nobita no Kyōryū (яп. ドラえもん のび太の恐竜, Дораемон — Динозавр Нобіті)
- Doraemon — Nobita no Ritoru Suta Nozu (яп. ドラえもん のび太の宇宙小戦争, Дораемон — Маленькі зоряні війни Нобіти)
- Doraemon — Nobita no Kyōryū Niimarumaruroku (яп. ドラえもん のび太の恐竜 2006, Дораемон — Динозавр Нобіті)
- Doraemon — Nobita no Nankyoku KachiKōchi dai Bōken (яп. ドラえもん のび太の南極カチコチ大冒険, Дораемон - Нобіта і Велике Пригода в Антарктиці КачіКочі)
- Doraemon — Nobita no Takarajima (яп. ドラえもん のび太の宝島, Дораемон — Острів скарбів Нобіті)
- Doraemon — Nobita no Getsumen Tansa-ki (яп. ドラえもん のび太の月面探査記, Дораемон — Хроніка дослідження Місяця Нобіті)
- Doraemon — Nobita no Ritoru Suta Nozu 2021 (яп. ドラえもん のび太の宇宙小戦争 2021, Дораемон — Маленькі зоряні війни Нобіти 2021)

## Манґа
На цій манзі виросло не одне покоління японців. Дораемон отримав «Shogakukan манґа-премію» за найкращу дитячу мангу в 1982-му році і «Осаму Тедзука Культурна Премія» у 1997-му році. У творі була використана техніка супер-деформації. Перший випуск манги з'явився в грудні 1969 року одночасно в шести різних журналах. Всього було створено 1344 випуски. Вони опубліковані видавництвом Shogakukan під брендом Tentoumushi (яп. てんとう 虫) в 45 томах. «Дораемон» був нагороджений премією Shogakukan у категорії «Найкраща дитяча манґа» в 1982 році, а також премією Осами Тедзуки в 1997 році.

## Аніме
Перший, короткий і непопулярний мультсеріал (26 епізодів) показувався в 1973 році на Nippon Television. У 1979 році TV Asahi почали показ нового мультсеріалу про Дораемона. Цей серіал був дуже популярний, було знято 1787 епізодів.
На честь ювілею Дораемона TV Asahi 15 квітня 2005 запустило новий мультсеріал з іншими сейю (знято вже більше 300 епізодів).

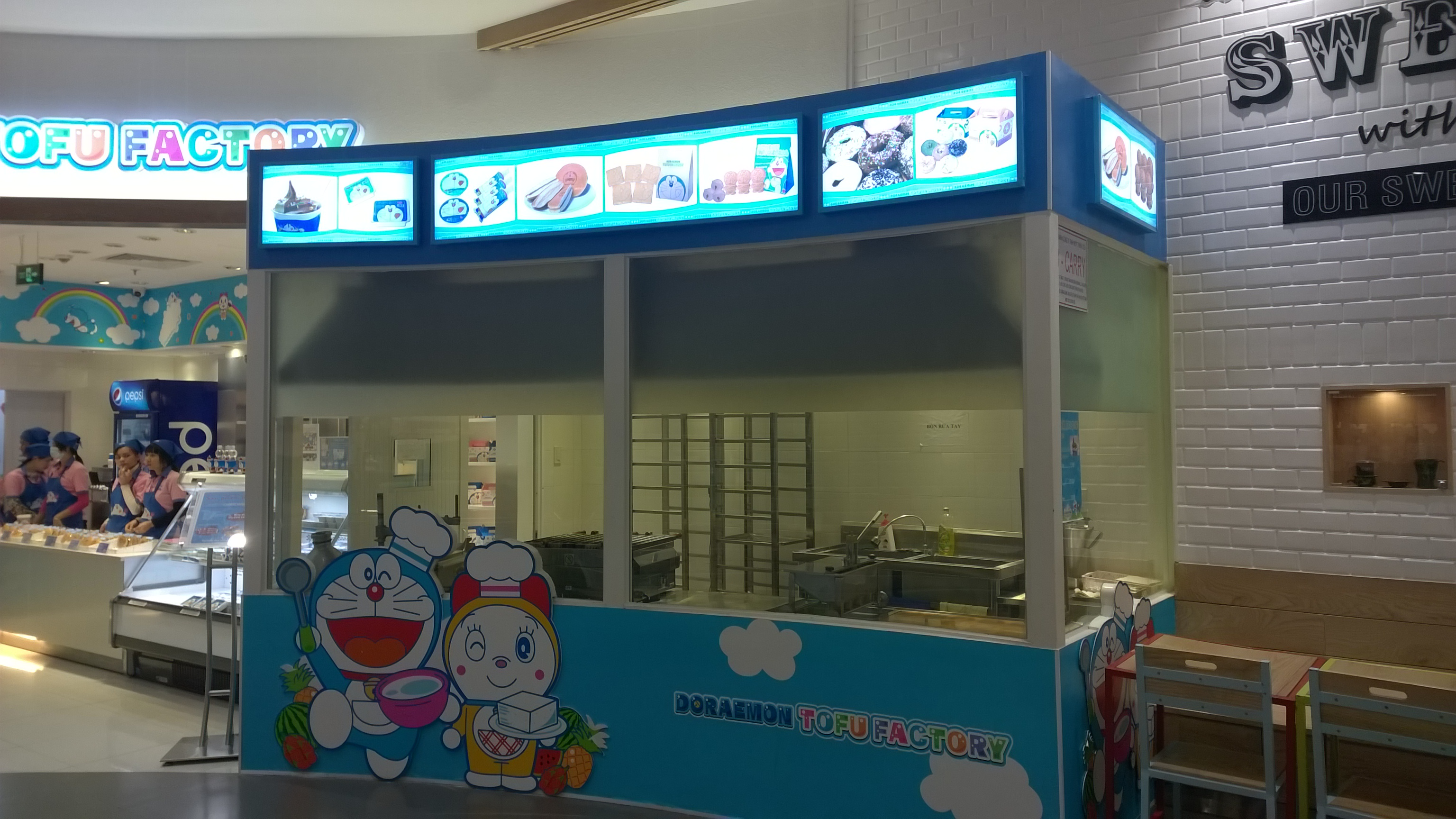
Doraemon Tofu Factory

Крім серіалів, про Дораемона знято 28 повнометражних і 8 короткометражних мультфільмів та декілька десятків відеоігор.